# Sphragifera biplaga
Sphragifera biplaga là một loài bướm đêm trong họ Noctuidae.